# اریکا هارولد
اریکا هارولد (به انگلیسی: Erika Harold) (زاده ۲۰ فوریه ۱۹۸۰) وکیل، سیاستمدار و ملکه زیبایی اهل آمریکا است.
او در سال ۲۰۰۳ به نمایندگی از ایلینوی برنده دوشیزه آمریکا شد.